# Frontière entre la Norvège et la Suède
 (janvier 2024).
Si vous disposez d'ouvrages ou d'articles de référence ou si vous connaissez des sites web de qualité traitant du thème abordé ici, merci de compléter l'article en donnant les références utiles à sa vérifiabilité et en les liant à la section « Notes et références ».

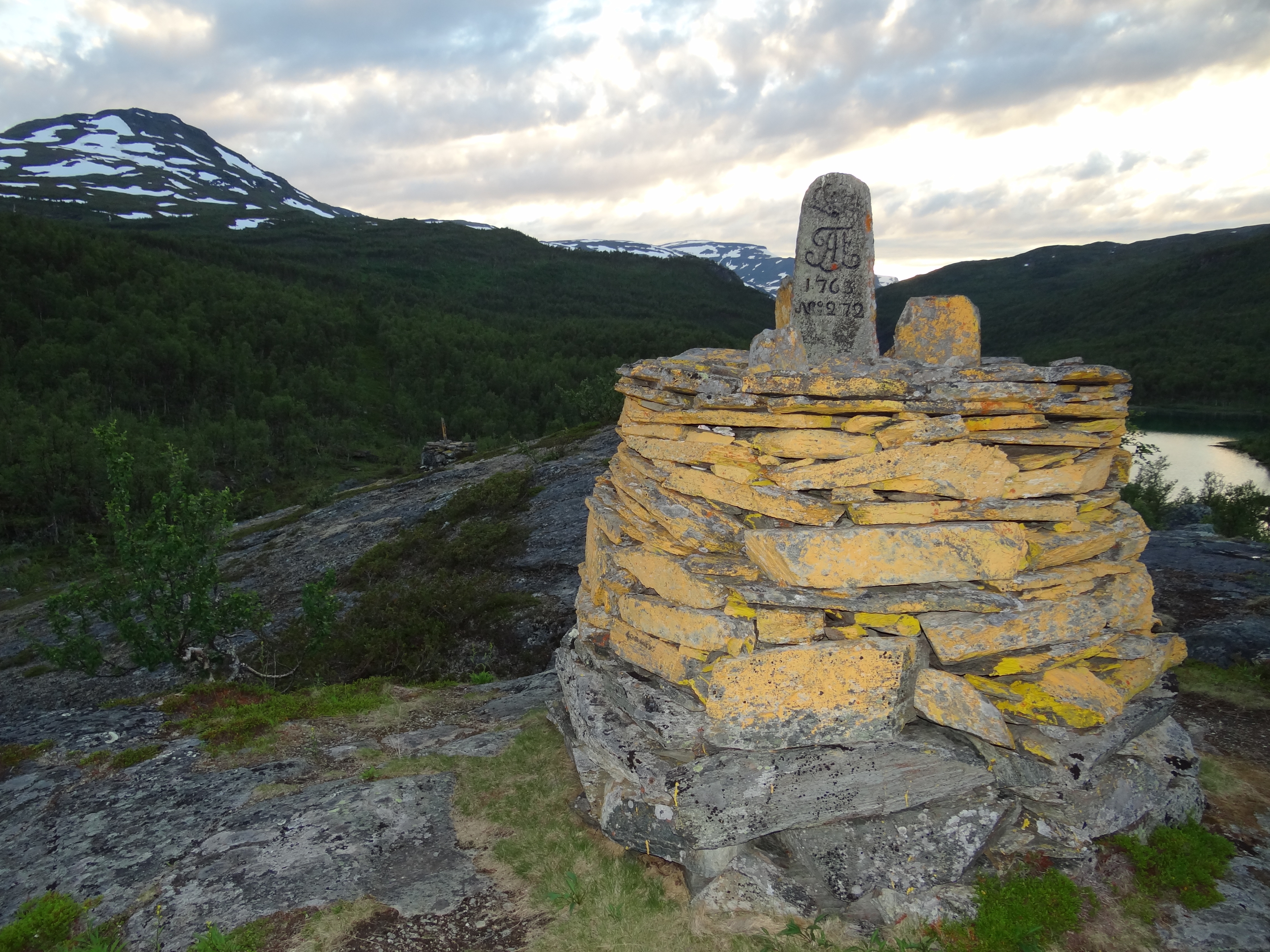
Marqueur de frontière posé en 1763 entre la Norvège et la Suède.

La frontière entre la Norvège et la Suède est une frontière séparant deux pays scandinaves.

## Tracé
Longue de 1 619 km, elle suit en grande partie la ligne de partage des eaux des Alpes scandinaves, du cairn des Trois Royaumes situé sur les rives du lac Goldajärvi jusqu'au sud du village de Sponvika dépendant de la municipalité norvégienne de Halden.

## Histoire
- 1645 : le Danemark-Norvège cède à la Suède les provinces de Jämtland, de Härjedalen et d'Älvdalen en vertu du traité de Brömsebro.
- 1658 : la Suède obtient les provinces de Bohuslän et du Trøndelag en vertu du traité de Roskilde.
- 1660 : la Suède rétrocède le Trøndelag à la Norvège en vertu du traité de Copenhague, qui confirme par ailleurs les dispositions du traité de Roskilde.

Feuillet 21 d'un codicille de la convention de 1751 pour préciser les droits du peuple Samis concernant la frontière entre la Norvège et la Suède dans la région de Kautokeino. Il a été réalisé en 1765, et mesure 130×331 cm.

## Passages
Ces deux pays faisant partie de l'Espace Schengen, les contrôles frontaliers ont été supprimés en mars 2001.
Pour montrer la frontière entre les deux pays.
Les arbres ont été coupés sur le tracé le long de la frontière ce qui donne un tracé visible depuis l'espace

### Points de passage routiers
On peut trouver huit bureaux de douane le long de la frontière en 2019.

### Points de passage ferroviaires
| Code UIC | Ligne de Norvège     | Gare de Norvège | Opérateur | Ligne de Suède   | Gare de Suède  | Opérateur | Remarques                                              |
| -------- | -------------------- | --------------- | --------- | ---------------- | -------------- | --------- | ------------------------------------------------------ |
| 540      | Ligne d'Ofot         | Narvik          | NSB       | Malmbanan        | Vassijaure     | SJ        | Voie unique électrifiée 15 kV - 16 2/3 Hz              |
| 541      | Ligne de Meråker     | Meråker         | NSB       | Mittbanan        | Storlien       | SJ        | Voie unique (électrifiée 15 kV - 16 2/3 Hz côté Suède) |
| 542      | Ligne de Kongsvinger | Magnor          | NSB       | Värmlandsbanan   | Charlottenberg | SJ        | Voie unique électrifiée 15 kV - 16 2/3 Hz              |
| 543      | Ligne d'Østfold      | Kornsjø         | NSB       | Norge/Vänerbanan | Ed             | SJ        | Voie unique électrifiée 15 kV - 16 2/3 Hz              |